# Tanutamon
Tanutamon (?, i. e. 8. század – ?, i. e. 653) az ókori Egyiptom és a Kusita Királyság uralkodója. A 25. dinasztia utolsó tagja. Sabaka fia és az előző uralkodó Taharka unokaöccse. Egyes források szerint Sabataka fia. I. e. 664-ben elfoglalta egész egyiptomot az asszíroktól. Azonban az asszírok ellentámadást indítottak és legyőzték a seregét a Nílus-deltában, Thébát sem tudta megvédeni, amelyet az asszír csapatok feldúltak és kifosztottak. Majd visszavonult Núbiába. I. e. 653-ban halt meg.

## Külső hivatkozások
| Előző uralkodó: Taharka | Egyiptom uralkodója i. e. 664 – i. e. 656 XXV. dinasztia | Következő uralkodó: I. Pszammetik |